# Wybory prezydenckie w Portugalii w 1972 roku
Wybory prezydenckie w Portugalii w 1972 roku przeprowadzone zostały 25 lipca 1972 roku. Były to pierwsze wybory prezydenckie przeprowadzone w Portugalii od czasu śmierci długoletniego, autorytarnego premiera Antonia Salazara i ostatnie, które się odbyły przed rewolucją goździków. Zwyciężył w nich dotychczasowy prezydent, były Minister Marynarki Américo Tomás z rządzącej Unii Narodowej. Został on wybrany przez Zgromadzenie Narodowe na 7-letnią kadencję, która gdyby niedoszłoby do rewolucji goździków zakończyłaby się 25 lipca 1979 roku.

## Wyniki wyborów[2]
| Kandydat      | Głosy | %    |
| ------------- | ----- | ---- |
| Américo Tomás | 616   | 95,5 |
| Przeciwko     | 29    | 4,5  |
| Razem         | 616   | 100  |